# Winchester (Kansas)
Winchester es una ciudad ubicada en el condado de Jefferson en el estado estadounidense de Kansas. En el año 2010 tenía una población de 579 habitantes y una densidad poblacional de 756,2 personas por km².

## Geografía
Winchester se encuentra ubicada en las coordenadas 39°19′18″N 95°16′05″O / 39.32167, -95.26806.

## Demografía
Según la Oficina del Censo en 2000 los ingresos medios por hogar en la localidad eran de $37,143 y los ingresos medios por familia eran $41,500. Los hombres tenían unos ingresos medios de $35,313 frente a los $19,659 para las mujeres. La renta per cápita para la localidad era de $14,568. Alrededor del 10.3% de la población estaban por debajo del umbral de pobreza.